# 威远堡站
威远堡站，位于中华人民共和国辽宁省开原市威远堡镇，是辽开铁路上的火车站，建于1925年，由沈阳铁路局管辖，现已撤销。

## 歷史
建于1925年。1946年拆除，1960年重建，2010年撤销。
撤销前不办理旅客乘降，办理整车货物发到。

## 外部連結
- 中国铁路客户服务中心（页面存档备份，存于）